# Louis Paul Cailletet
Louis Paul Cailletet, född 21 september 1832 i Châtillon-sur-Seine, död 5 januari 1913 i Paris, var en fransk fysiker och metallurg.
Cailletet studerade i Paris vid Lycée Henri IV och därefter vid École des mines samt övertog sedan ledningen av sin fars järnverk. Där hade han rikligt tillfälle att studera metallurgiska processer, över vilka han publicerade flera avhandlingar i Franska vetenskapsakademiens "Comptes Rendus".
Det arbete, varigenom Cailletet skapade sig världsrykte, var ägnat åt försök att genom användande av högt tryck och låg temperatur överföra de tidigare så kallade "permanenta" gaserna från gas- till vätskeform. Han påvisade 1877 att sannolikt ingen gas är permanent. Några dagar senare kom den schweiziske fysikern Raoul Pictet, oberoende av Cailletet och genom andra metoder, till samma resultat. Cailletet och Pictet tilldelades Davymedaljen 1878.
Under senare år utförde Cailletet mycket viktiga arbeten angående gasers förhållande såväl vid mycket höga som vid mycket låga tryck, varvid han stundom använde Eiffeltornet till uppställning av sina kvicksilvermanometrar. Han är också känd för den så kallade Cailletets pump. Han blev ledamot av Institut de France 1884.

## Eftermäle
Asteroiden 13219 Cailletet är uppkallad efter honom.